# اوبرندورف بای شواننشتات
اوبرندورف بای شواننشتات (به آلمانی: Oberndorf bei Schwanenstadt) یک منطقهٔ مسکونی در اتریش است که در ناحیه وکلابروک واقع شده‌است. اوبرندورف بای شواننشتات ۶ کیلومتر مربع مساحت دارد ۳۹۰ متر بالاتر از سطح دریا واقع شده‌است.